# لیام پیچفورد
لیام پیچفورد (انگلیسی: Liam Pitchford؛ زادهٔ ۱۲ ژوئیهٔ ۱۹۹۳) یک بازیکن تنیس روی میز اهل بریتانیا است.
وی در مسابقات کشوری و بین‌المللی در مجموع برنده ۳ مدال نقره، ۳ مدال برنز شده‌است.